# Hermann Feldmann
Hermann Feldmann (ur. ok. 1826/1827, zm. 1 listopada 1909 w Krakowie) – żołnierz, c.k. inspektor policji w Krakowie.

## Życiorys
Urodził się około 1826/1827. W 1846 wstąpił do Armii Cesarstwa Austriackiego. Podczas wojny austriacko-piemonckiej jako podoficer walczył pod komendą Josepha Radetzky’ego odbywając kampanię w 1848 i w 1849. W tym okresie brał udział w bitwie pod Custozą (24-25 lipca 1848), bitwie pod Mortarą (21 marca 1849), bitwie pod Novarą (23 marca 1849).
W 1857 wstąpił do cywilnej służby państwowej rozpoczynając pracę w C. K. Dyrekcji Policji w Krakowie. Był uważany za urzędnika dysponującego umiejętnościami kryminalistycznymi, niespożytą energią, bezinteresownym charakterem i pracującego z niestrudzoną pilnością. W trakcie powstania styczniowego 1863 zręcznym prowadzeniem swojej służby miał zyskać sympatię polskich działaczy niepodległościowych i doprowadzić do aresztowania wielu rosyjskich szpiegów. Podczas wielu lat swojej pracy zawodowej zakończył sukcesem śledztwa w dwóch szczególnie głośnych sprawach kryminalnych, wzbudzających sensacje w latach 70.. Pierwszą z nich było odnalezienie zrabowanego skarbu z kościoła Mariackiego w Krakowie (potem odmówił przyjęcia nagrody oferowanej za to przez Polaków). Drugą było doprowadzenie do schwytania defraudanta Landesbergera. Obie sprawy uchodziły za sensacyjne. Podczas swojej wieloletniej służby Feldmann miał doprowadzić do zatrzymania ponad 5000 przestępców.
Pracował w Krakowie na stanowisku inspektora w zawodzie kryminalistyka. W styczniu 1900 w wieku 74 lat odszedł ze stanowiska w stan spoczynku po 56 latach służby, w tym 13 lat wojskowej i 43 cywilnej. W prasie austriackiej pisano wtedy, że odchodzi jedna z ulubionych postaci miasta Jagiellonów. W późniejszych latach jako emerytowany c.k. inspektor zamieszkiwał w Krakowie przy ul. Jasnej 2.
Zmarł 1 listopada 1909 w Krakowie. Był jednym z ostatnich żyjących żołnierzy armii Radetzky’ego.
Miał trzech synów, którymi według stanu z początku 1900 byli: 
- Franz Xaver (wzgl. Franciszek Ksawery, starszy komisarz C. K. Dyrekcji Policji w Wiedniu, nadporucznik C. K. Obrony Krajowej, zm. w maju 1909[9]),
- Moriz (wzgl. Maurycy, 1899–1917, podpułkownik C. K. Armii[10]),
- Ferdynand (1862-1919, aktor teatralny)[1][2][3], ojciec aktorki Krystyny.

## Odznaczenia
- Medal Waleczności[1][4]
- Medal Wojenny[1][4]
- Srebrny Krzyż Zasługi Cywilnej z koroną[1][4][2][8]
- Medal Honorowy za Czterdziestoletnią Wierną Służbę[1][4]
- Order Świętego Stanisława – Imperium Rosyjskie[1][4]
- inne odznaczenia[1][4] (łącznie otrzymał siedem odznaczeń[8])